# 鯨龍科
鯨龍科（學名：Cetiosauridae）是蜥腳下目的一科，生存於侏儸紀托阿爾階到巴柔階。鯨龍科是群原始的蜥腳類恐龍。身體粗壯，尾巴較短。脊椎沒有空腔，無法減輕體重。後期鯨龍科的身體、頸部、尾巴比例有大幅不同，頭骨與牙齒也有不同。
在過去分類歷史，許多無法歸類、親緣關係薄弱的原始蜥腳類恐龍大多被歸類於鯨龍科。鯨龍科是個並系群，部分物種演化成梁龍科、腕龍科、泰坦巨龍類…等其他蜥腳類恐龍，繼續存活到侏儸紀晚期與白堊紀。
2012年有研究人員提出不同意見，認為鯨龍科是個單系群。至少有一個研究提出馬門溪龍科其實是鯨龍科的一個分支，而將牠們歸類為馬門溪龍亞科（Mamenchisaurinae）。

## 外部連結
- Mikko's Phylogeny Archive